# Jordanów Śląski (plaats)
Jordanów Śląski (Duits: Jordansmühl) is een dorp in het Poolse woiwodschap Neder-Silezië, in het district Wrocławski. De plaats maakt deel uit van de gemeente Jordanów Śląski en telt 1148 inwoners.

## Verkeer en vervoer
- Station Jordanów Śląski